# Tini Kainrath

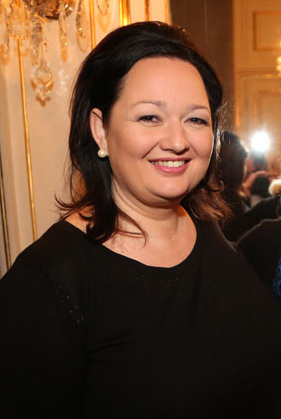
Tini Kainrath (2013)

Tini Kainrath (* 6. Juni 1968 in Wien; eigentlich Christine Kainrath-Glaser) ist eine österreichische Musikerin und Schauspielerin.

## Werdegang

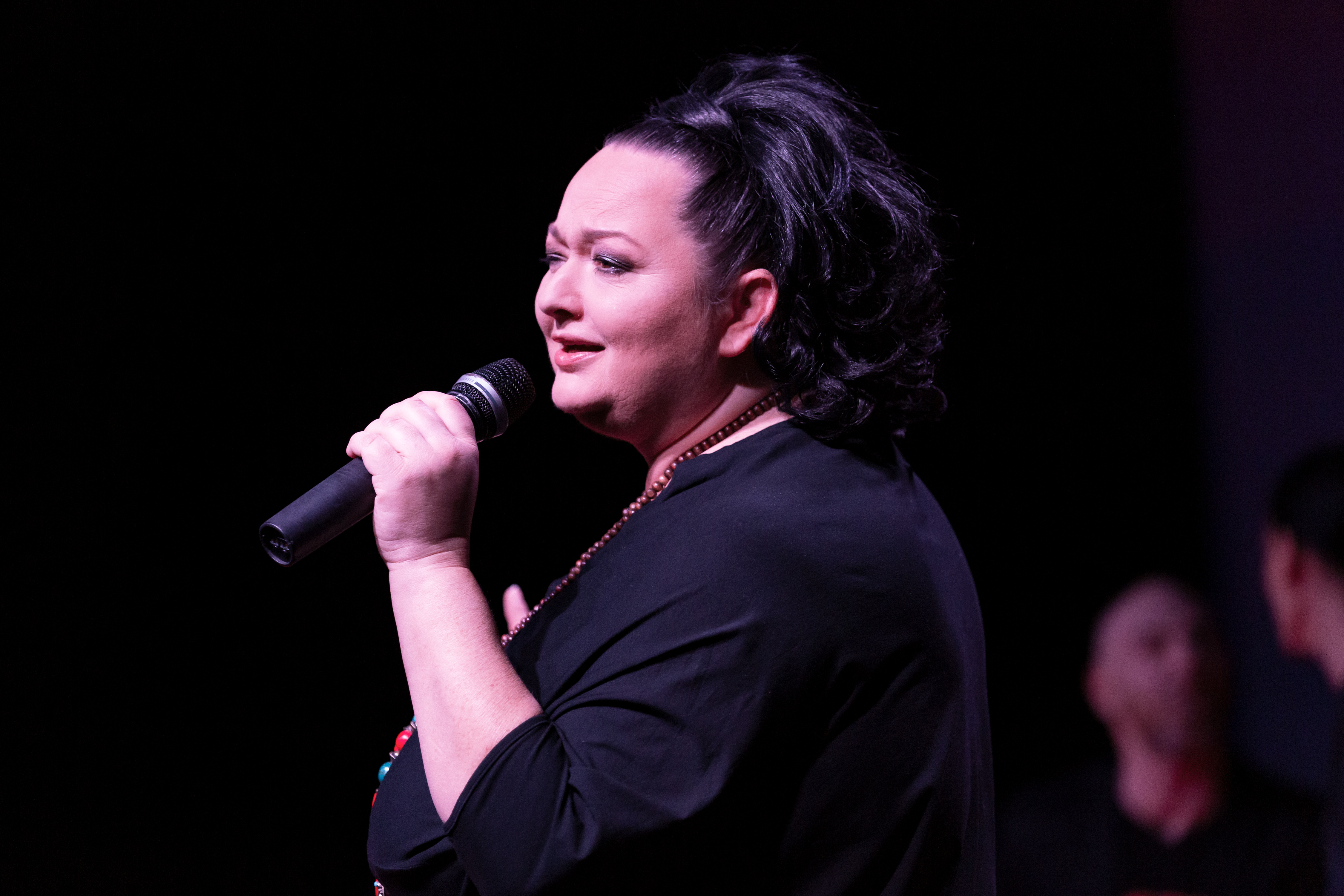
Tini Kainrath (2019)

Bekannt wurde sie unter anderem als Mitglied der Hallucination Company, der sie 1988 bis 1995 angehörte. Als Filmschauspielerin war sie in Muttertag – Die härtere Komödie, Tatort, Silentium und weiteren Produktionen zu sehen. 2000 nahm sie mit The Rounder Girls am Eurovision Song Contest teil, wo sie mit dem Titel All To You den 14. Platz belegten. 2009 nahm Kainrath an der fünften Staffel der Show Dancing Stars teil, in der sie es auf den vierten Platz schaffte. Weiterhin ist sie mit Joe Zawinul, Gloria Gaynor, Karl Hodina, Wolfgang Ambros, Harri Stojka, Hubert von Goisern, Lukas Resetarits, Josef Hader, Alfred Dorfer und Roland Düringer sowie mit dem Upper Austrian Jazz Orchestra (mit dem Programm „Wein, Weib & Gesang“, gleichnamige CD) aufgetreten. Zusammen mit Sigi Finkel, Melissa Coleman und Monika Lang bildete sie die Formation "Freihaus 4", die mit "Im Proda" eine wienerische Brecht-Bearbeitung auf CD veröffentlichte.

## „Bundeshymnenskandal“
Der Wienerlied-Sänger Helmut Emersberger, der mit Tini Kainrath, Doris Windhager von den Neuwirth Extremschrammeln und Thomas Hojsa die 1. Wiener Pawlatschen AG bildete, textete vor dem April 2002 die Zeile der österreichischen Bundeshymne „Heimat bist du großer Söhne“ in „Großer Töchter, großer Söhne“ um. Friedrich Stickler, der damals neu bestellte Präsident des Österreichischen Fußballbundes (ÖFB), hatte für sein erstes Länderspiel Österreich gegen Kamerun ein attraktives Rahmenprogramm versprochen und wollte die Auftaktzeremonie vor Ländermatches durch Sologesang „amerikanisieren“. Nachdem er zuvor ein Konzert der Rounder-Girls gesehen hatte, beauftragte er deren Sängerin Tini Kainrath vor diesem Spiel am 17. April 2002 im Wiener Ernst-Happel-Stadion die österreichische Bundeshymne zu singen. Mit Kainraths Interpretation der geschlechtergerechten Textvariante von Emersberger vor 32 000 Fußball-Fans im Stadion und vor mehr als einer Million Menschen vor den Fernsehgeräten „bestand [diese Version] auf kuriose Weise den Praxistest“ (Augustin, 03/2010). Obwohl Kainrath die betreffende Textzeile deutlich vernehmbar sang, ist dies weder dem damaligen Bundestrainer Hans Krankl, der beim Abspielen der Hymne dieser nach US-amerikanischer Sitte mit rechter Hand auf dem Herzen die Reverenz erweist, noch den Verantwortlichen des ÖFB aufgefallen. Am nächsten Tag jedoch geriet der ÖFB durch Unmengen von Protestanrufen und E-Mails unter Druck und Präsident Stickler entschuldigte sich öffentlich in einer Presseaussendung bei den „ZuseherN“:

„Wir werden künftig darauf achten, dass der Text der Hymne genau eingehalten wird. Wir waren davon nicht in Kenntnis gesetzt, die Sache tut uns leid.“

Am 22. April erhielt Tini Kainrath vom ÖFB ein Schreiben mit dem Wortlaut:

„Bezugnehmend auf Ihre eigenwillige Interpretation der österreichischen Bundeshymne im Ernst-Happel-Stadion, die ohne Wissen und Zustimmung des ÖFB erfolgte, möchten wir Ihnen mitteilen, dass der ÖFB von Ihrer Vorgangsweise sehr irritiert ist und für den Fall rechtliche Schritte gegen Sie vorbehält, sollten wir wegen Ihrer Vorgangsweise belangt werden.“

In den Tagen nach dem Fußballspiel bedankte sich die damalige Wiener Stadträtin Renate Brauner (SPÖ) mit einem Strauß Blumen bei Tini Kainrath für die Aktion. Nach Kainraths Darstellung bekam sie selbst „auf der Straße […] von den Leuten nur positive oder witzige Reaktionen.“

## Diskografie (Auswahl)
- 2019: Im Woid (als Gäste: Willi Resetarits und Ramesh Nair)

## Filmografie
- 1993: Muttertag – Die härtere Komödie
- 1997: Kaisermühlen Blues
- 1999: Untersuchung an Mädln
- 1999: Tatort – Absolute Diskretion
- 1999: Wanted
- 1999: The Rounder Girls
- 2001: Dolce Vita & Co (Fernsehserie)
- 2004: Silentium